# Biodiversidade em Madagascar

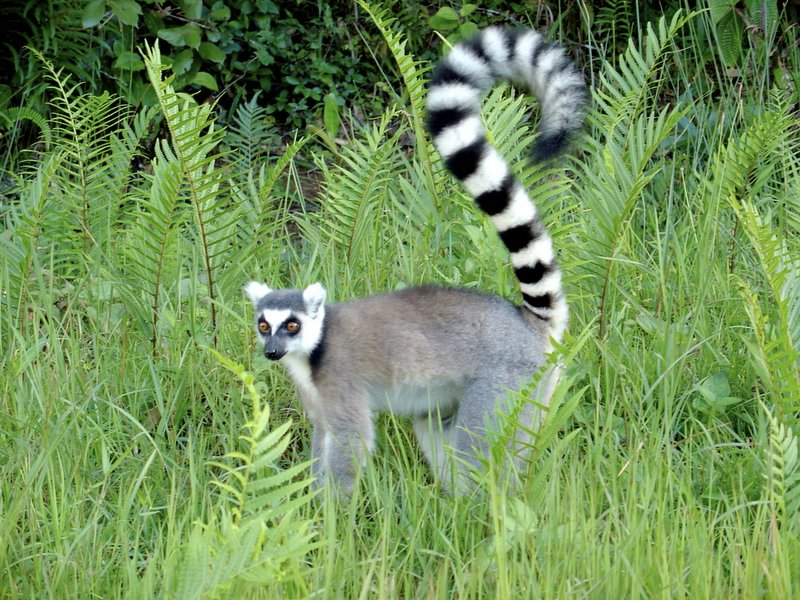
Lemur de Madagascar

A biodiversidade de Madagascar é uma das maiores de todo o planeta, abrigando milhares de espécies de pássaros, répteis e anfíbios, muitos deles existentes apenas em seu território, como o lêmure, fundamentais para a vida animal nas florestas, pois é ele que distribui as frutas existentes pelas selvas do país, e é de suas sementes que a floresta se regenera.
Apesar de 90% de suas matas terem sido devastadas nos últimos séculos, nos 10% ainda existentes existem mais de doze mil espécies diferentes de plantas, algumas delas com mais de 80 milhões de anos, centenas delas apenas ali, das quais grande parte de grande valor medicinal, entre elas, a Rosy Periwinkle, fonte exclusiva de dois tipos de drogas que são as únicas usadas pelos laboratórios farmacêuticos do mundo no tratamento de algumas formas de leucemia infantil.
Em 2009, um inventário dos anfíbios de Madagáscar descobriu 129 a 221 espécies de rãs previamente desconhecidas, evidenciando que a biodiversidade de Madagáscar pode estar subestimada.
Em Madagáscar habitam 36 espécies de morcego únicas no mundo, mas entre a população são vistos como um incómodo que espalha doenças. No entanto, além de pragas que afetam a agricultura também comem os mosquitos que espalham doenças como a malária ou a elefantíase.